# Jak vycvičit draka (film)
Jak vycvičit draka (v anglickém originále How to Train Your Dragon) je americký animovaný film studia DreamWorks Animation, který měl premiéru v březnu 2010. Jde o volnou adaptaci knihy Cressidy Cowellové. Hlasy hlavním postavám propůjčili Jay Baruchel (Škyťák) a America Ferrera (Astrid).
Děj se odehrává v mytickém světě vikingů, kde mladý vikinský teenager Škyťák se snaží dodržet tradice svého kmene a stát se přemožitelem draků. Vyrobí si tak kuši, kterou plánuje sestřelit svého prvního draka. Jeho plán je však devalvován, přesto to nevzdává a při jednom útoků draků to jde zkusit. Povede se mu hned na poprvé sestřelit nejobávanějšího draka – noční běs, který padá k zemi nedaleko od vesnice. Nikdo mu to nevěří, a tak se to vydá prozkoumat sám. Snaží se získat uznání svého kmene, ale když se s ním setkává, tak zjišťuje, že ho nedokáže zabít a místo toho nachází k němu sympatie.
Film měl premiéru 26. března 2010 a získal uznání od kritiků a diváků a vydělal téměř 500 milionů dolarů na celém světě. Film byl nominován na Oscara za nejlepší animovaný film a za nejlepší původní hudbu, nominace ale nakonec neproměnil.

## Pokračování
- Na film navazuje televizní seriál Dragons (Jak vycvičit draky), který má 2 série po 20 dílech (Dragons: Riders of Berk, Dragons: Defenders of Berk) a race to the edge (závod na hřeben) čítající 6 sérií po 13 dílech a slouží jako most mezi prvními dvěma filmy trilogie. Vysílán byl v letech 2012–2016.
- Pokračování pod názvem Jak vycvičit draka 2 mělo premiéru v roce 2014.
- Film doplňují krátké čtvrt hodinové snímky jako Gift of the Night fury, Book of dragons nebo Legend of the Boneknapper dragon.
- Dalším pokračováním je Jak vycvičit draka 3, které mělo premiéru v roce 2019.

## Děj
Hlavní hrdinou filmu je Škyťák, syn náčelníka vikinské vesnice Blp. Tento teenager nepatří právě mezi příkladné Vikingy, protože je tělesně slabý a nedokáže tudíž zabíjet draky jako jeho soukmenovci. Toto však ví všichni ostatní, jen on sám ne. Své slabiny se snaží kompenzovat nejrůznějšími technickými udělátky, která však přinášejí více škody než užitku. Při jednom dračím útoku na vesnici však kupodivu zasáhne draka – obávaného nočního běsa. Když jej konečně najde zamotaného do lan, nedokáže ho zabít. Místo toho jej osvobodí a posléze se s ním spřátelí. Škyťák mu dá jméno Bezzubka. Bezzubka kvůli poranění nemůže létat, když na to Škyťák přijde, snaží se mu pomoct. Vytvoří si na něho sedlo a učí se lítat na drakovi, díky tomu pozná slabá dračí místa. Tyto znalosti pak Škyťákovi pomohou porazit všechny draky v dračí aréně, aniž by je zabil. Během posledního zápasu však na něj zaútočí splašený drak a Bezzubka se vydá Škyťákovi na pomoc. Ale drak Bezzubka je sám zajat a použit při hledání dračího ostrova, kde mají drací své veliké hnízdo. Zde Vikingové, vedení Škyťákovým otcem, narazí na obrovského draka, kterého musí ostatní draci krmit, jinak sežere on je. Škyťákovi se s pomocí Bezzubky a svých přátel podaří veledraka porazit, avšak s malou úhonou (Škyťák přijde o nohu). Ve filmu hraje důležitou roli okouzlující, ale tvrdá dívka Astrid, kterou Škyták obdivuje. Nakonec film končí pohledem na vesničku Blp, kde žijí Vikingové a draci v harmonii.